# Fészkesvirágzatúak

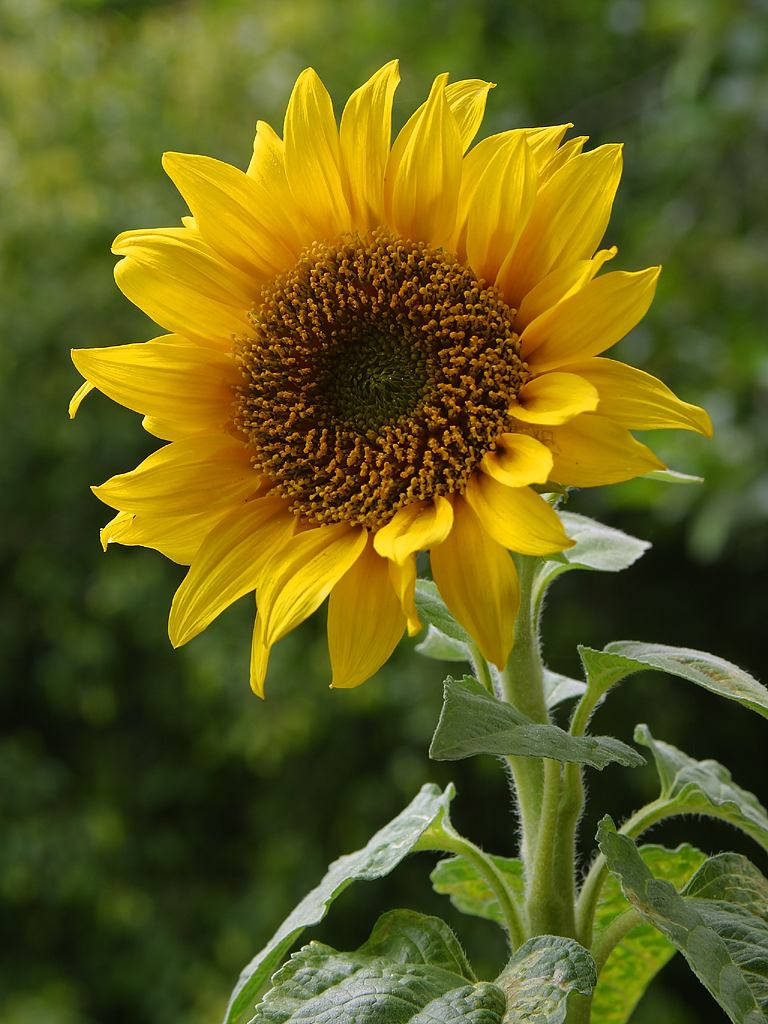
Napraforgó (Helianthus annuus)

A fészkesvirágzatúak, fészekvirágzatúak vagy röviden fészkesek (Asterales) a zárvatermők, azon belül a valódi kétszikűek egy rendje.
A rend 11 családjába nagyjából 27 500 fajt sorolnak. Ezek nagy része, mintegy 25 000 faj, az őszirózsafélék (Asteraceae) családjába tartozik, amely így a kosborfélék (Orchideaceae) mellett a növényvilág egyik legtöbb fajt számláló családja. Nagyjából 2000 fajt a harangvirágfélék (Campanulaceae) közé sorolnak, a fennmaradó nagyjából 500 faj pedig a további 9 családba tartozik.

## Jellemzők
A rend ökológiailag rendkívül alkalmazkodóképes, fölöttébb sok fajt számlál, amelyek változatos élőhelyeket népesítenek be. Alakgazdagságuk is figyelemre méltó: vannak köztük vízinövények, pozsgások, alig 1 cm-es lágyszárúak, cserjék és 20 m-es üstökösfák is.

## Rendszerezés

### APG-rendszer
Az APG rendszer 1998-as első és 2003-ban publikált második osztályozása egyformán kibővítette a rendet a hagyományos rendszertanokhoz képest. A családok listája:
Alseuosmiaceae – Argophyllaceae – Asteraceae – Calyceraceae – Campanulaceae [+Lobeliaceae] – Goodeniaceae – Menyanthaceae – Pentaphragmataceae – Phellinaceae – Rousseaceae – Stylidiaceae [+Donatiaceae]
Az APG III-rendszerben az APG II-ben még opcionálisan leválasztható egy-egy családot a szülő családhoz csatoltak: a Lobeliaceae-t a Campanulaceae-be, a Donatiaceae-t a Stylidiaceae-be.
Némely hagyományos rendszerek szerint a rendbe sorolt családok közül több önálló rendként szerepel.

### Egyéb rendszerek
A legtöbb rendszerező egyetlen családot sorol az Asterales rendbe, a névadó Asteraceae-t. Az APG szerint újabban a rendbe sorolt családokat az alábbi szerzők egyéb rendekbe sorolták:
Cronquist:
- Alseuosmiaceae→Rosales
- Calyceraceae→Calycerales
- Campanulaceae, Goodeniaceae, Pentaphragmataceae, Stylidiaceae→Campanulales
- Menyanthaceae→Solanales

Dahlgren:
- Stylidiaceae→Stylidiales
- Phellinaceae, Menyanthaceae, Alseuosmiaceae→Cornales
- Pentaphragmataceae, Campanulaceae, Lobeliaceae→Campanulales
- Goodeniaceae→Goodeniales
- Calyceraceae→Dipsacales

Tahtadzsján:
- Alseuosmiaceae, Alseuosmiaceae→Hydrangeales
- Calyceraceae→Calycerales
- Goodeniaceae→Goodeniales
- Pentaphragmataceae, Campanulaceae, Lobeliaceae→Campanulales
- Menyanthaceae→Menyanthales
- Phellinaceae→Icacinales
- Stylidiaceae→Stylidiales